# Breed (Hoorn)
Het Breed is een straat in de binnenstad van de Noord-Hollandse stad Hoorn. De straat werd ooit aangelegd als gracht, verbindt de Westerdijk met het Dal en kruist daarbij met het Grote en Kleine Noord.

## Geschiedenis
Het Breed werd in 1426 aangelegd als vestinggracht, de gracht liep toen onder andere via de huidige Veemarkt. De gracht heette nog tot zeker 1649 Smerig(e) Horn. Via de Turfhaven en het Achterom stond de gracht in verbinding met de Zuiderzee. In 1665 werd een eerste deel, tussen het Grote Noord/Kleine Noord en Nieuwe Noord. van de latere straat gedempt. In 1741 werd de rest van de straat gedempt omdat een deel van de kademuren tijdens het uitbaggeren instortte. Tot in de 20e eeuw stond er op het Breed midden op de straat een pomp.
De winkelketen Blokker is aan de Breed begonnen. In eerste instantie in de panden 22 en 24, om later uit te breiden met panden aan de overkant van de straat en in 1923 verhuisde de winkel naar een nieuw gebouwd pand op de hoek met de Veemarkt.

## Monumenten
Aan de straat bevinden zich meerdere rijksmonumenten en een aantal gemeentelijke monumenten. Tenzij anders vermeld gaat het om rijksmonumenten, het gaat hierbij om de volgende panden:
Even nummers:

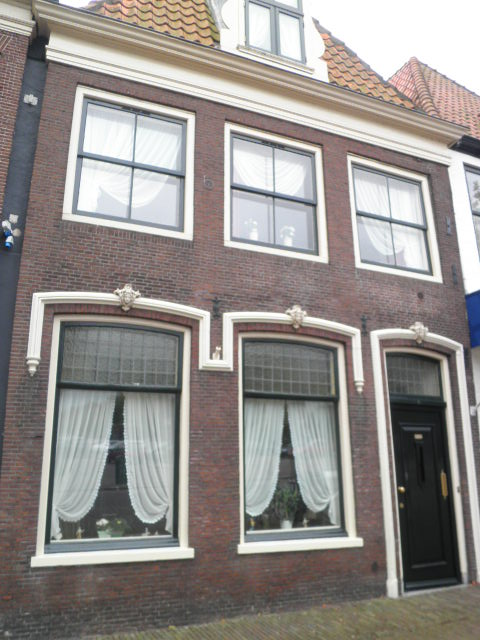
Breed 6
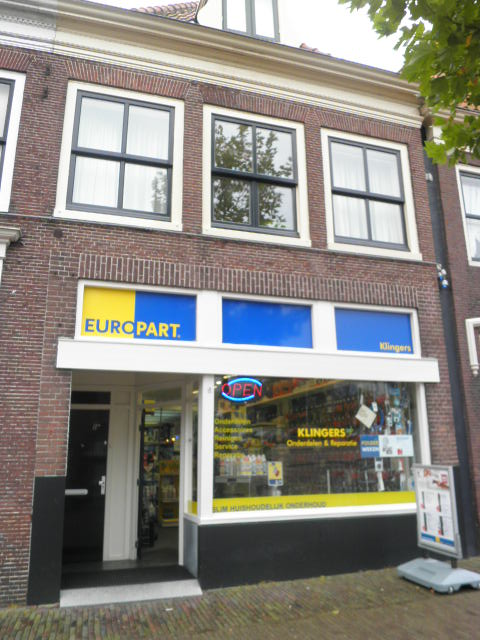
Breed 8
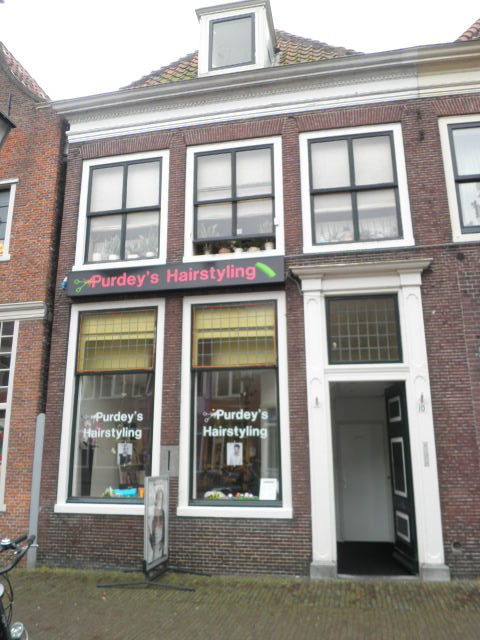
Breed 10
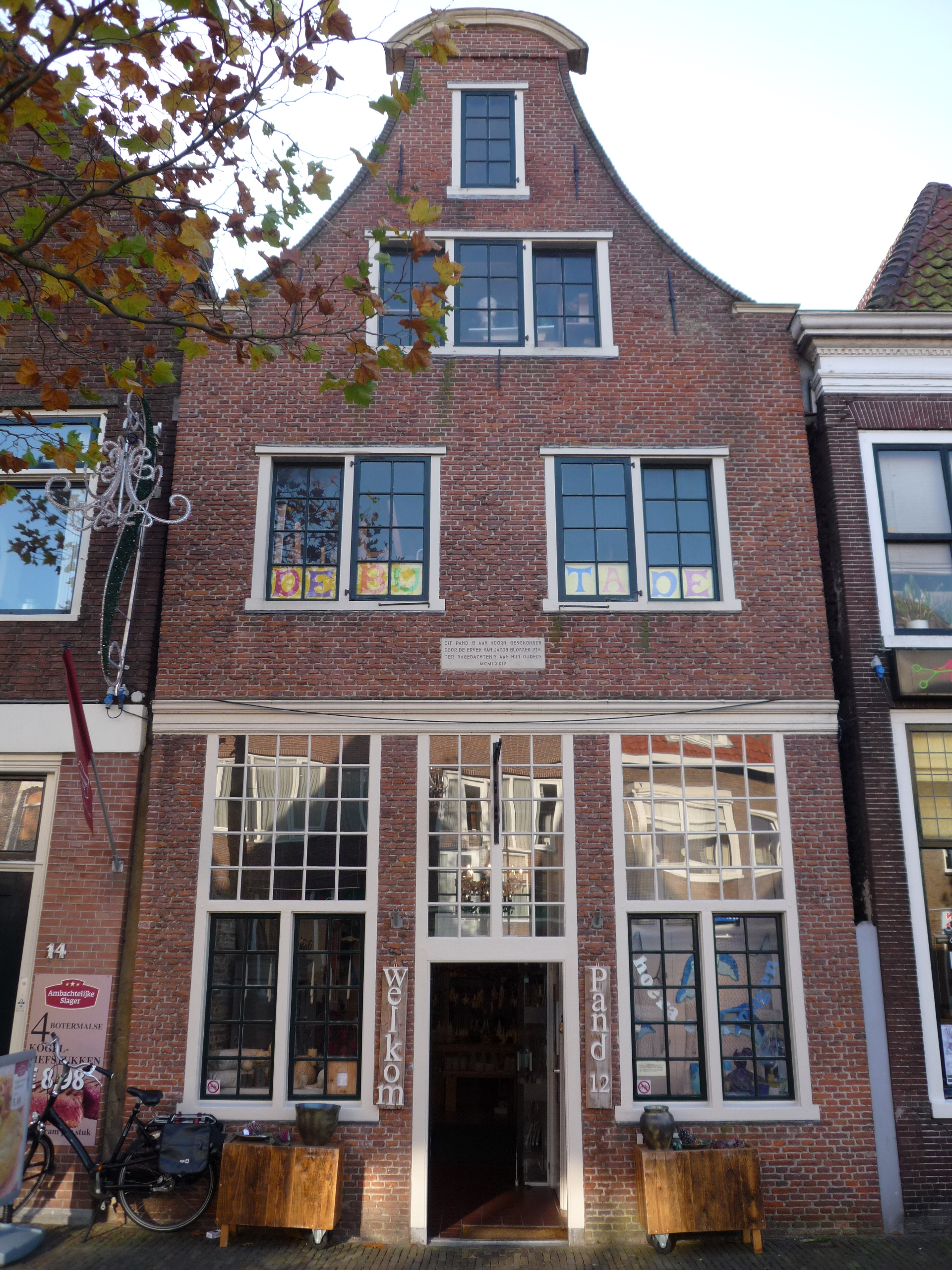
Breed 12
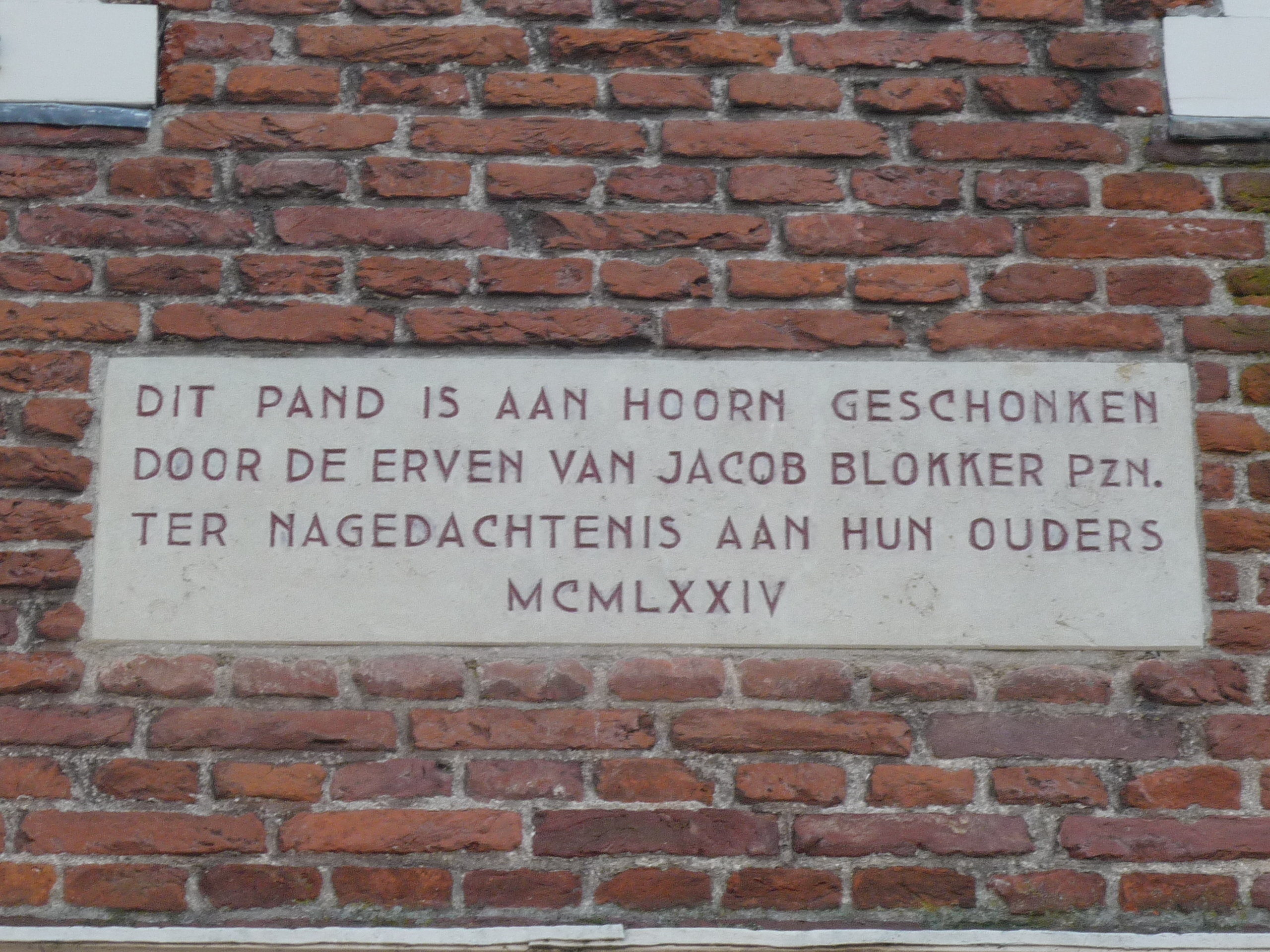
Gevelsteen Breed 12, vermeld dat het pand aan de Vereniging Oud Hoorn is geschonken door de familie Blokker.
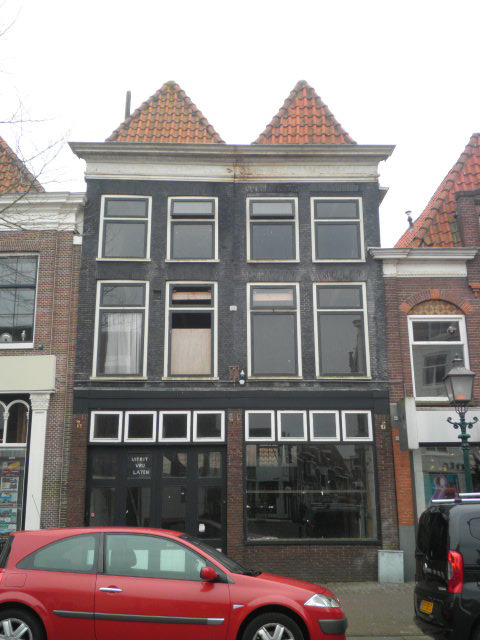
Breed 22 en 24, de eerste Blokkerpanden, gemeentelijk monument
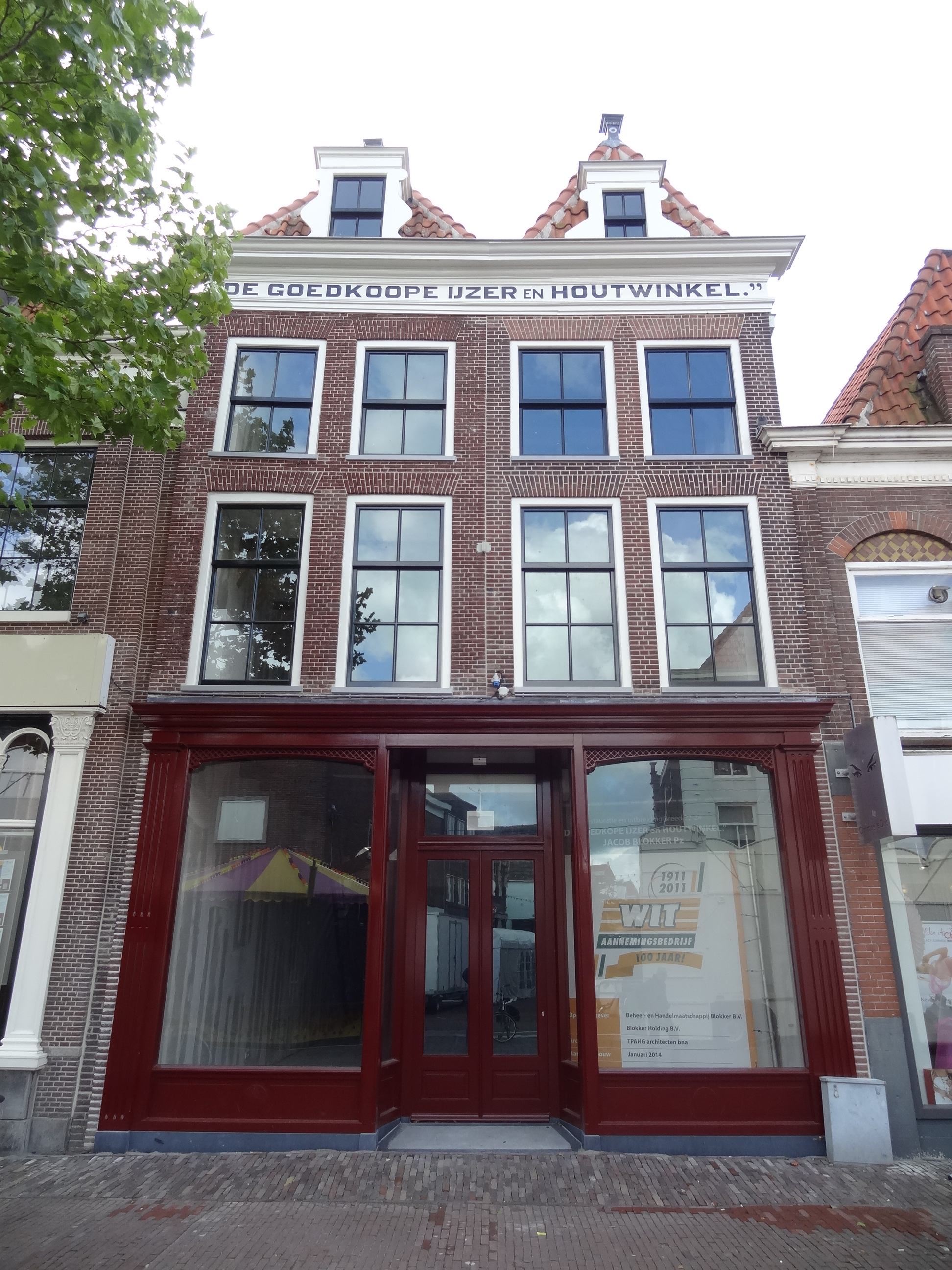
De gerestaureerde Blokkerpanden aan het Breed 22 en 24.
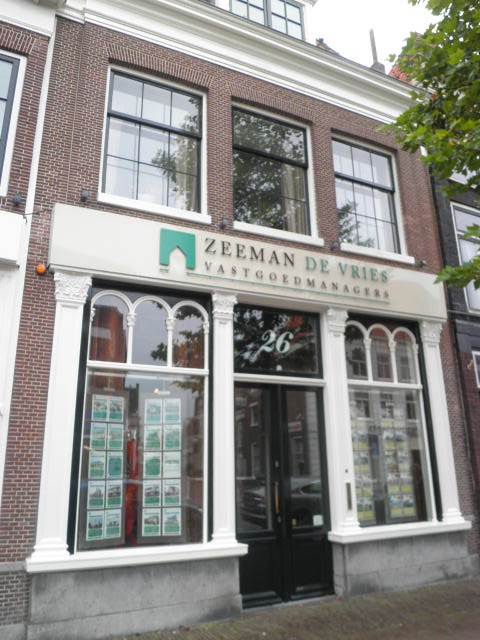
Breed 26
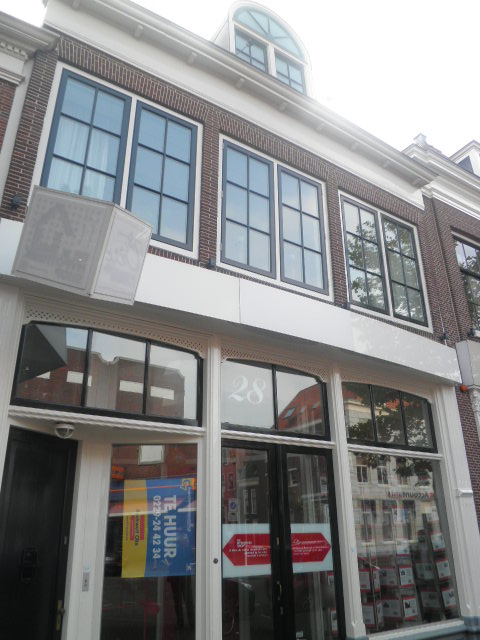
Breed 28
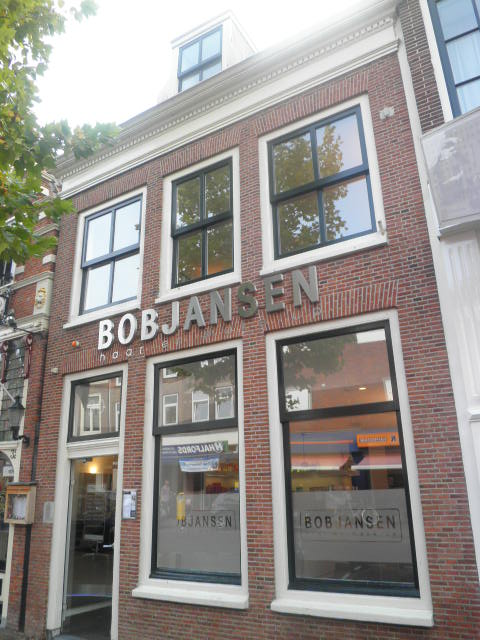
Breed 30
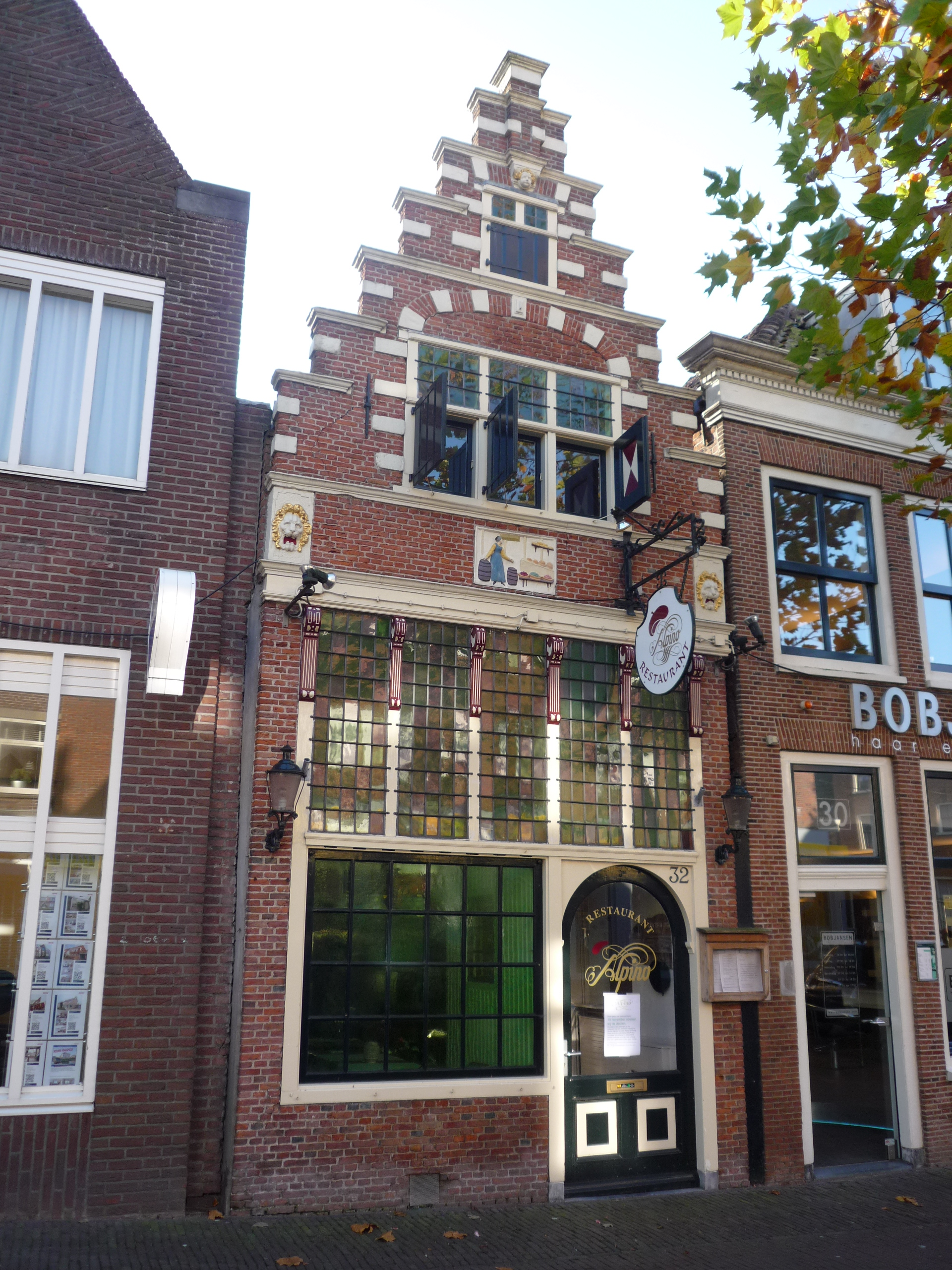
Breed 32
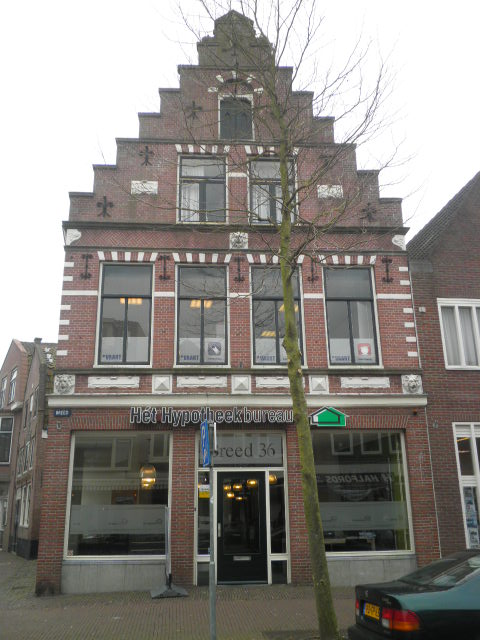
Breed 36, gemeentelijk monument
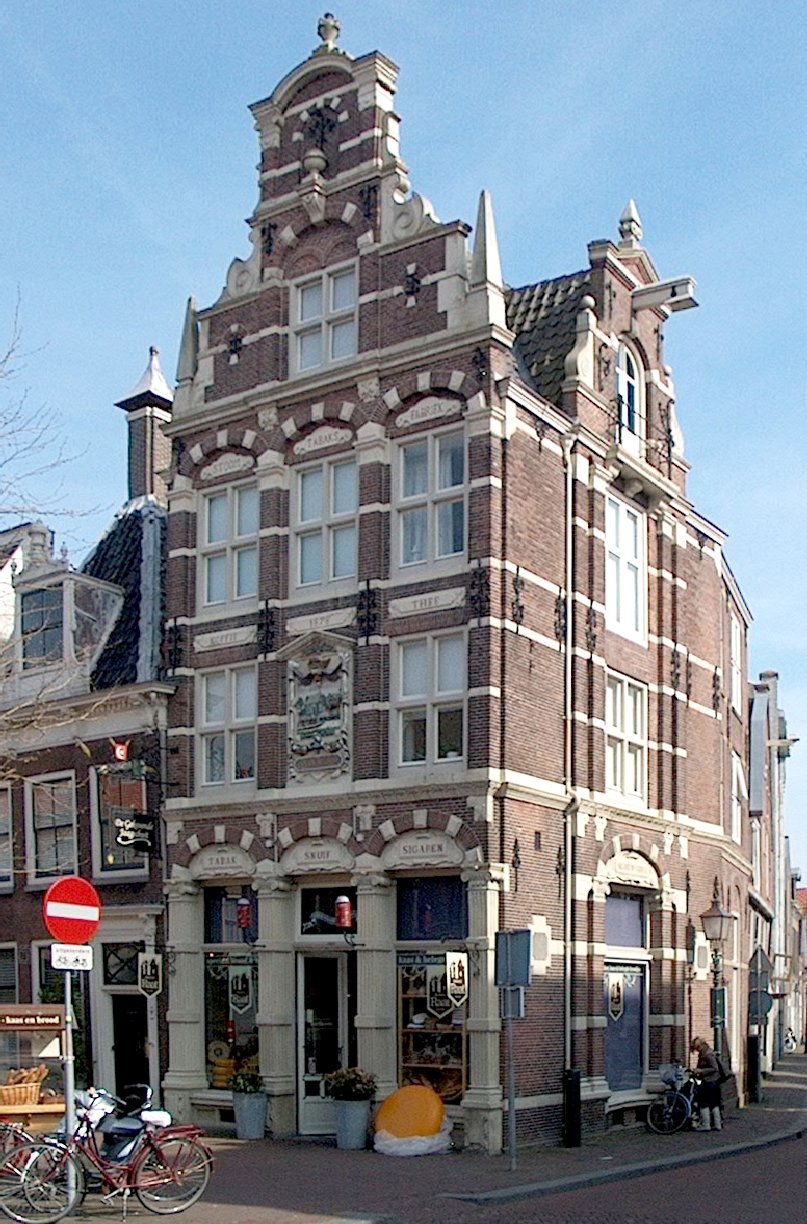
De Gekroonde Jaagschuit, Breed 38
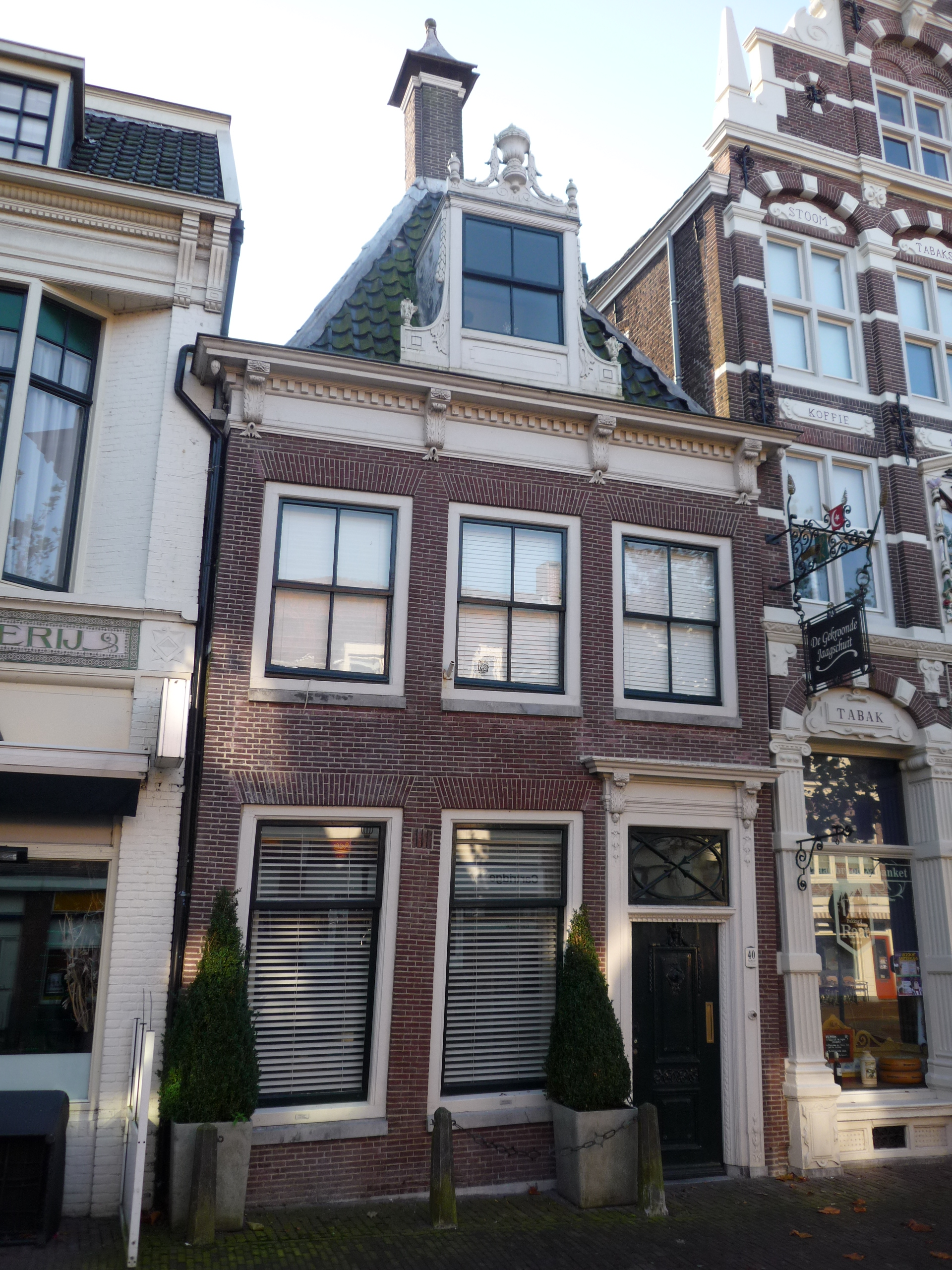
Breed 40
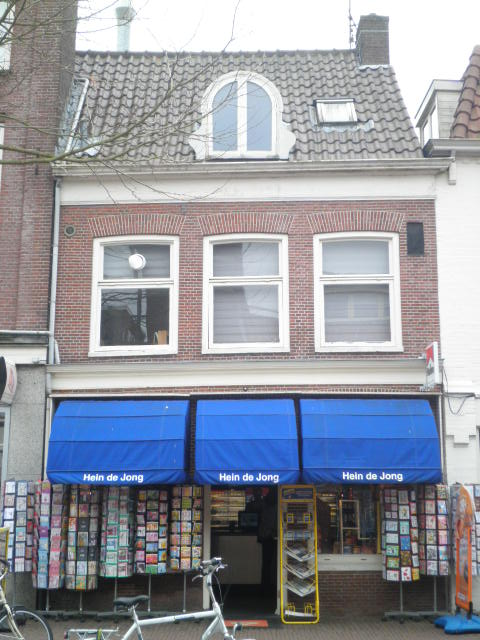
Breed 50, gemeentelijk monument

Oneven nummers:

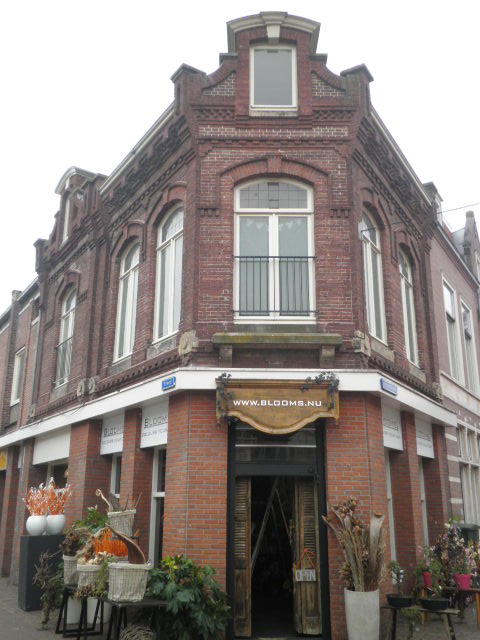
Breed 29 en Kleine Noord 1, gemeentelijk monument
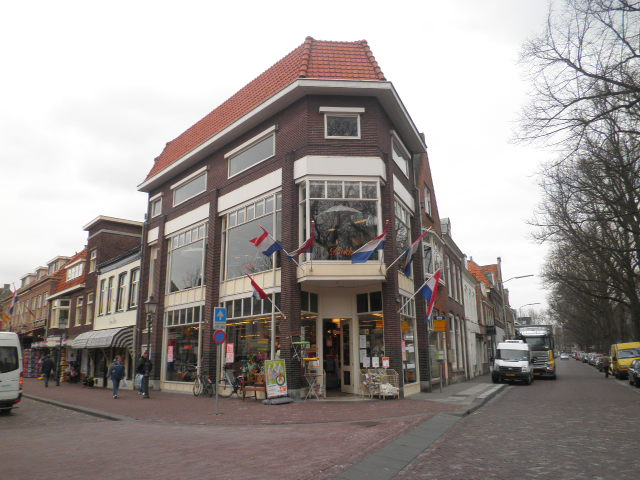
Breed 41 en 43, de oudste Blokkerwinkel op de hoek met de Veemarkt, gemeentelijk monument

### Stolpersteine
Ter hoogte van nummer 10 zijn twee Stolpersteine geplaatst, ter herinnering aan de gedeporteerde en omgebrachte leden van de familie Trompetter.

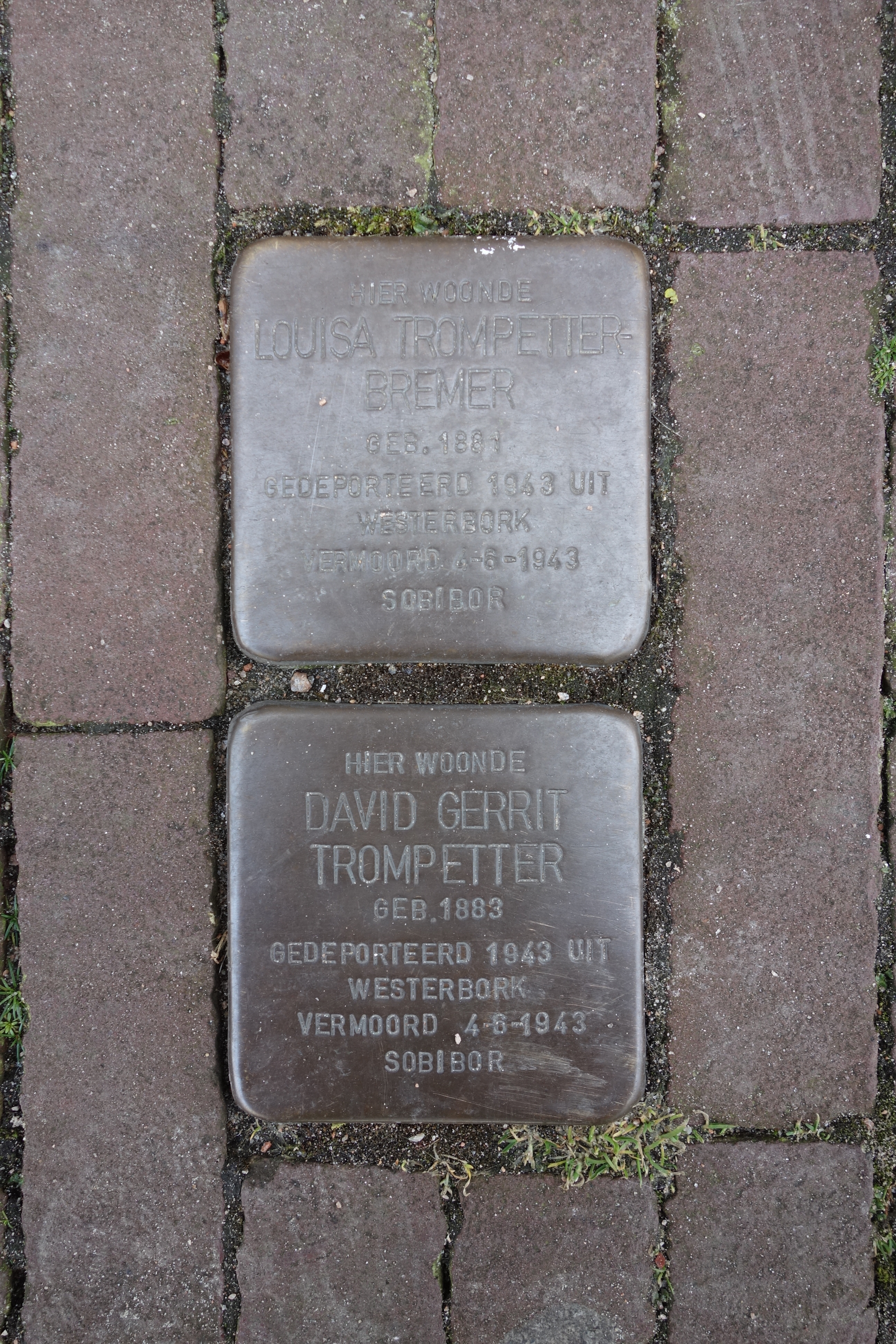
Twee stolpertseine voor Louisa Trompetter-Bremer (1881-1943) en David Gerrit Trompetter (1883-1943)

Straten: ABC
· Achter de Vest
· Achter op 't Zand
· Achterom
· Achterstraat
· Appelhaven
· Baanstraat
· Bierkade
· Binnenluiendijk
· Breed
· Breestraat
· Buurtje
· Dal
· Draafsingel
· Dubbele Buurt
· G.J. Henninkstraat
· Gasfabriekstraat
· Gedempte Appelhaven
· Gedempte Turfhaven
· Gerritsland
· Gouw
· Grashaven
· Gravenstraat
· Grote Noord
· Grote Oost
· Hoge Vest
· Jeudje
· Italiaanse Zeedijk
· Keern (gedeeltelijk)
· Kerkstraat
· Kleine Noord
· Kleine Oost
· Koepoortsweg (gedeeltelijk)
· Korenmarkt
· Korte Achterstraat
· Kruisstraat
· Kuil
· Lange Kerkstraat
· Lindestraat
· Munnickenveld
· Muntstraat
· Nieuwe Noord
· Nieuwendam
· Nieuwland
· Nieuwstraat
· Noorderstraat
· Onder de Boompjes
· Oude Doelenkade
· Pakhuisstraat
· Peperstraat
· Ramen
· Scharloo
· Schuijteskade
· Slapershaven
· Spoorstraat
· Trommelstraat
· Turfhaven
· Veemarkt
· Veermanskade
· Venidse
· Vijzelstraat
· Vismarkt
· Visserseiland
· Vollerswaal
· West
· Westerdijk
· Wisselstraat
· Zon

Pleinen: De Driestal
· Kazerneplein
· Kerkplein
· Koepoortsplein
· Noorderveemarkt
· Roode Steen
· Vale Hen

Stegen: 't Glop
· Appelsteeg
· Arminiaanse Glop
· Bagijnensteeg
· Bottelsteeg
· Bottersteeg
· Broeksteeg
· Brouwerijsteeg
· Clara's Klooster
· De Zak
· Duinsteeg
· Foreestensteeg
· Geldersesteeg
· Gortsteeg
· Hanekamsteeg
· Hemelsteeg
· Hoogesteeg
· Jan Haringsteeg
· Jan van Necksteeg
· Jeroenensteeg
· Kleine Havensteeg
· Kloppoort
· Knipboogsteeg
· Mallegomsteeg
· Melknapsteeg
· Molsteeg
· Mosterdsteeg
· Nieuwsteeg
· Oosterkerksteeg
· Paardensteeg
· Paradijssteeg
· Pieterseliesteeg
· Pompsteeg
· Proostensteeg
· Schellinkhoutersteeg
· Schoolsteeg
· Schotland
· Sliep Schaar en Messteeg
· Slijksteeg
· Smelterssteeg
· Tempelsteeg
· Turfsteeg
· Watertje
· Wester St. Jansteeg
· Wijdebrugsteeg
· Wijdesteeg
· Zevenhoeksesteeg
· Zoutkeetsteeg